# Jeff Hostetler
William Jeffrey Hostetler (Hollsopple, 22 aprile 1961) è un ex giocatore di football americano statunitense che ha giocato nel ruolo di quarterback nella National Football League (NFL). Fu scelto nel corso del terzo giro (59º assoluto) del Draft NFL 1984 dai New York Giants. Al college giocò a football alla West Virginia University.

## Carriera professionistica
Hostetler fu scelto dai New York Giants nel terzo giro del Draft 1984, dove fu la riserva di Phil Simms. Nelle sue prime cinque stagioni, malgrado l'aver vinto un Super Bowl con i Giants nel 1986, giocò sporadimente, essendo il terzo quarterback nelle gerarchie della squadra dietro Simms e Jeff Rutledge. Disputò la prima gara come titolare nella stagione 1988, guidando la sua squadra a una vittoria in trasferta contro i New Orleans Saints. Nel 1989, partì come titolare in una gara chiave a metà stagione, guidando la sua squadra a una vittoria nel Monday Night Football contro i Minnesota Vikings.
Il 15 dicembre 1990, Simms si ruppe un piede durante una gara contro i Buffalo Bills. La settimana successiva, Hostetler, che aveva completato solamente 109 passaggi in sette anni con i Giants, fu nominato quarterback titolare. La squadra vinse le ultime due gare della stagione regolare, avanzando nei playoff fino al Super Bowl XXV dove sconfisse i Bills per 20–19. In quella gara, Jeff completò 20 passaggi su 32 per 222 yard, con un touchdown e senza subire intercetti.
Durante l'estate del 1991, il nuovo allenatore dei Giants Ray Handley permise a Hostetler di competere con Simms per il ruolo di titolare. Hostetler alla fine batté Simms, vincendo il Monday Night di debutto della stagione contro i San Francisco 49ers. Hostetler giocò 12 gare come titolare dei Giants nel 1991, vincendone sei. Tuttavia, nella dodicesima gara dell'anno contro i Tampa Bay Buccaneers, Hostetler si ruppe la schiena, rimanendo fuori per tutto il resto della stagione. Con Simms alla guida, New York vinse solamente una gara su quattro.
Quando Hostetler fece ritorno dal suo infortunio  nel 1992, dovette di nuovo competere con Simms per il ruolo di quarterback titolare. Simms vinse il posto ma nella settimana quattro contro i Los Angeles Raiders si infortunò per tutto il resto della stagione. Ancora una volta Jeff lo sostituì ma dovette lottare anch'egli con gli infortuni, che gli fecero disputare solo nove gare. A fine anno fu svincolato, optando per firmare coi Los Angeles Raiders per essere il loro titolare nel 1993.
Nei suoi quattro anni coi Raiders, Hostetler fu convocato per il suo unico Pro Bowl nel 1994. Guidò la sua squadra a una rotonda vittoria nei playoff per 42-24 sui Denver Broncos nel, passando 294 yard e touchdown. Terminò la carriera passando due stagioni con i Washington Redskins nel 1997 e 1998.

## Palmarès

### Franchigia
- Super Bowl : 2

New York Giants: XXI, XXV
- National Football Conference Championship: 2

New York Giants: 1986, 1990

### Individuale
- Convocazioni al Pro Bowl: 1

1994

## Statistiche
| Yard lanciate     | 16.430 |
| Touchdown         | 94     |
| Intercetti subiti | 71     |
| Passer rating     | 80,4   |